# Genealogien eines Verbrechens
Genealogien eines Verbrechens (Originaltitel: Généalogies d’un crime) ist ein französisch-portugiesischer Kriminalfilm von Raúl Ruiz aus dem Jahr 1997.

## Handlung
Die Strafverteidigerin Solange sitzt im Gefängnis und erwartet ihren Prozess. Ihrem Anwalt erzählt sie ihre Geschichte:
Solange erhält eines Abends einen Anruf und erfährt vom Tod ihres Sohnes. Als Strafverteidigerin ist sie dafür bekannt, auch schwierige Fälle zu übernehmen, auch wenn sie die Prozesse zumeist verliert. Bei der Beerdigung ihres Sohnes lässt sie sich überreden, den Fall eines jungen Mannes namens René zu übernehmen, der des Mordes an seiner Tante Jeanne angeklagt wird. Jeanne war eine wohlhabende Psychoanalytikerin und gehörte der franko-belgischen Gesellschaft für Analytische Psychologie an. Sie hat René großgezogen und war seit dessen Kindheit davon überzeugt, René werde zum Verbrecher werden. Über viele Jahre studierte sie ihren Neffen und hielt ihre Beobachtungen schriftlich fest. Solange studiert nun Jeannes Notizen und beginnt sich mit der Toten zu identifizieren. Sie kommt zu dem Schluss, dass Jeanne die eigentliche Schuld an ihrem Tod trug. Diese habe ihren Neffen zur Tat angestiftet, um ihre Theorie zu bestätigen, dass sich bereits im Kindesalter kriminelle Neigungen abzeichnen können.
René selbst ist nur wenig an den Verhandlungen vor Gericht interessiert und beginnt stattdessen psychologische Spielchen mit Solange, in der er seine Tante wiedererkennt. Dabei wird er unterstützt von einer Reihe verschrobener Psychoanalytiker, angeführt von Georges Didier, der als Leiter der franko-belgischen Gesellschaft für Analytische Psychologie verrückter erscheint als die Menschen, die er behandelt. Weil er zudem ein schlechtes Gedächtnis hat, trägt er stets ein Notizbuch mit Namen und Fotos bei sich. Ihm steht der Psychoanalytiker Christian gegenüber, der davon überzeugt ist, dass jeder Mensch dazu bestimmt ist, eine bereits abgelaufene Geschichte neu zu erzählen, und sich dieser Prozess mit den Archetypen endlos wiederholt. Kriminelle Energie gehe daher nicht vom Wesen einer einzelnen Person aus, sondern von der Situation, die der jeweiligen Person vom Schicksal zugeteilt werde.
Im weiteren Verlauf der Handlung fühlt sich Solange zunehmend zu René hingezogen und beginnt, in ihm ihren Sohn zu sehen. Je mehr sich die Protagonisten in eine Gedankenwelt flüchten, desto weniger wahrscheinlich wird es, dass René seine Tante aus eigenem Willen heraus ermordet hat. Solange stellt sich schließlich als Alter Ego von Jeanne heraus, die sich als Geist an René rächt und ihn und seine Freunde mit einem Küchenmesser ersticht.

## Hintergrund
Catherine Deneuve, deren Kostüme von Elisabeth Tavernier entworfen wurden, ist als Anwältin und Mordopfer in einer Doppelrolle zu sehen. Der Film wurde von einem wahren Fall inspiriert: Die Wiener Psychoanalytikerin Hermine van Hug wurde in den 1920er Jahren von ihrem Neffen ermordet.
Die Premiere von Genealogien eines Verbrechens fand am 24. Februar 1997 auf der Berlinale statt. Am 26. März 1997 kam der Film in Frankreich in die Kinos. Im August 1998 lief er auch in den deutschen Kinos an.

## Kritiken
Dem Lexikon des internationalen Films zufolge leide das Ergebnis „an einem Übermaß an Worten, mit denen die von Rückblenden und Zeitsprüngen geprägte Dramaturgie durchschaubar gemacht werden soll“. Cinema befand, dass Ruiz den Film „als satirisch-surreales Verwirrspiel“ inszeniert habe, „das ebenso sehr an Hitchcocks Vertigo wie an Buñuels Belle de jour erinnert“. Zusammengefasst sei der Film ein „irrer Trip durchs Psycho-Panoptikum“. Auch Prisma kam zu dem Schluss, dass der Regisseur dem Zuschauer „ein groteskes Vexierspiel“ biete, das auf „Mythen und Legenden seines Heimatkontinents Südamerika“ beruhe, aber auch von „der Psychoanalyse und Vorbildern aus der Filmgeschichte wie etwa François Truffaut oder Alfred Hitchcock“ inspiriert sei.

## Auszeichnungen
Genealogien eines Verbrechens lief 1997 bei den 47. Internationalen Filmfestspielen von Berlin im Wettbewerb um den Goldenen Bären. Raúl Ruiz wurde schließlich mit einem Silbernen Bären in der Kategorie „Besondere künstlerische Leistung“ ausgezeichnet.

## Deutsche Fassung
Die deutsche Synchronfassung entstand nach dem Dialogbuch von Hans-Jürgen Wolf, der auch die Dialogregie führte.
| Rolle            | Darsteller          | Synchronsprecher |
| ---------------- | ------------------- | ---------------- |
| Jeanne / Solange | Catherine Deneuve   | Rita Engelmann   |
| Georges Didier   | Michel Piccoli      | Wolfgang Dehler  |
| René             | Melvil Poupaud      | Benedikt Weber   |
| Christian        | Andrzej Seweryn     | Hans-Jürgen Wolf |
| Esther           | Bernadette Lafont   | Marianne Groß    |
| Louise           | Monique Mélinand    | Tilly Lauenstein |
| Verret           | Hubert Saint-Macary | Reinhard Kuhnert |
| Mathieu          | Jean-Yves Gautier   | Jan Spitzer      |
| Yves             | Mathieu Amalric     | Fabian Heinrich  |
| Soledad          | Camila Mora         | Judy Weiss       |
| Anwalt           | Jean Badin          | Jürgen Kluckert  |